# رودخانه شوآ
رودخانه شوآ (به انگلیسی: Sjoa) رودخانه‌ای است که در نروژ جریان دارد.